# Body Language (album Kylie Minogue)
Body Language – dziewiąty studyjny album australijskiej piosenkarki Kylie Minogue, wydany 17 listopada 2003 roku przez wytwórnię płytową Parlophone. Po wielkim sukcesie krążka Fever Minogue zaprosiła do współpracy wielu producentów i pisarzy. Album otrzymał przychylne recenzje od krytyków muzycznych. 

## Lista utworów
1. „Slow”
2. „Still Standing”
3. „Secret (Take You Home)”
4. „Promises”
5. „Sweet Music”
6. „Red Blooded Woman”
7. „Chocolate”
8. „Obsession”
9. „I Feel For You”
10. „Someday”
11. „Loving Days”
12. „After Dark”